# Herrarnas fyra med styrman i rodd vid olympiska sommarspelen 1988
Herrarnas fyra med styrman i rodd vid olympiska sommarspelen 1988 avgjordes mellan den 19 och 24 september 1988.

## Medaljörer
| Gren             | Guld                                                                                                  | Silver                                                                                          | Brons                                                                              |
| Fyra med styrman | Östtyskland Bernd Niesecke Hendrik Reiher (styrman) Karsten Schmelling Bernd Eichwurzel Frank Klawonn | Rumänien Dimitrie Popescu Ioan Snep Vasile Tomoiagă Ladislau Lovrenschi (styrman) Valentin Robu | Nya Zeeland Chris White Ian Wright Andrew Bird (styrman) Greg Johnston George Keys |

## Resultat

### Final
| Placering | Roddare                                                                                | Land           | Tid     |
| --------- | -------------------------------------------------------------------------------------- | -------------- | ------- |
| 1         | Bernd Niesecke, Hendrik Reiher, Karsten Schmelling, Bernd Eichwurzel och Frank Klawonn | Östtyskland    | 6:10,74 |
| 2         | Dimitrie Popescu, Ioan Snep, Vasile Tomoiagă, Ladislau Lovrenschi och Valentin Robu    | Rumänien       | 6:13,58 |
| 3         | Chris White, Ian Wright, Andrew Bird, Greg Johnston och George Keys                    | Nya Zeeland    | 6:15,78 |
| 4         | Adam Clift, John Maxey, John Garrett, Martin Cross och Vaughan Thomas                  | Storbritannien | 6:18,08 |
| 5         | John Terwilliger, Chris Huntington, Tom Darling, John Walters och Mark Zembsch         | USA            | 6:18,47 |
| 6         | Sead Marušić, Lazo Pivač, Zlatko Celent, Vladimir Banjanac och Darko Varga             | Jugoslavien    | 6:23,28 |